# Mineração urbana
Mineração urbana é a obtenção de matérias-prima tendo como fonte os resíduos eletrônicos e da construção civil a fim de transformá-los em novos produtos. Esse processo de reciclagem é especialmente comum com materiais como ouro, prata, cobre, platina, alumínio e aço. O ouro, por exemplo, é utilizado em diversos componentes de computadores e celulares devido a suas propriedades condutoras.

## Benefícios da mineração urbana
A mineração urbana reduz a dependência da extração de matérias-prima da natureza, além de promover uma redução de preços desses materiais.